# Skalna Ambona
Skalna Ambona lub Schronisko w Górze Smoleń XI – schronisko pomiędzy wsiami Smoleń i Złożeniec w województwie śląskim, w powiecie zawierciańskim, w gminie Pilica. Pod względem geograficznym jest to obszar Wyżyny Ryczowskiej, będącej częścią Wyżyny Częstochowskiej w obrębie Wyżyny Krakowsko-Częstochowskiej.

## Opis obiektu
Schronisko zlokalizowane jest w lesie w tzw. Parku Jurajskim po lewej stronie drogi ze Smolenia do Złożeńca, w odległości około 150 m od tej drogi. Znajduje się w skale Oczko z charakterystycznym, dużym oknem skalnym, które również nazywa się Oczko. Skalna Ambona znajduje się zaraz powyżej Oczka. Ma 3 otwory dostępne tylko trudną wspinaczka lub przy pomocy co najmniej 8-metrowej drabiny. Otwór zachodni od dołu wygląda jak nyża w skale, otwór wschodni z ziemi jest niewidoczny – zasłaniają go gałęzie drzew.
Schronisko powstało w skalistych wapieniach z jury późnej. Ma postać tunelu przebijającego skałę na wylot. Tunel ma eliptyczny przekrój i wysokość 2 m, jest suchy, przewiewny i w całości widny. Dno pokrywa cienka warstwa próchnicy. Nacieków jaskiniowych brak.

## Historia badań i dokumentacji
Schronisko jest znane i odwiedzane. W 1994 r. grotołazi prowadzący prace dokumentacyjne znaleźli drabinę przystawioną do zachodniego otworu schroniska. Otwór wschodni był zamaskowany żerdziami i jodłowymi gałęziami, a w tunelu znajdowała się ławeczka. Prawdopodobnie myśliwi urządzili sobie w schronisku ambonę. W wykonanej dla Zarządu Zespołu Jurajskich Parków Krajobrazowych woj. katowickiego dokumentacji schronisko opisane jest jako Schronisko w Górze Smoleń XI. W literaturze speleologicznej pod nową nazwą Skalna Ambona opisali go A. Polonius i M. Pawłowski w czerwcu 1994 r. Plan schroniska opracował A. Polonius.

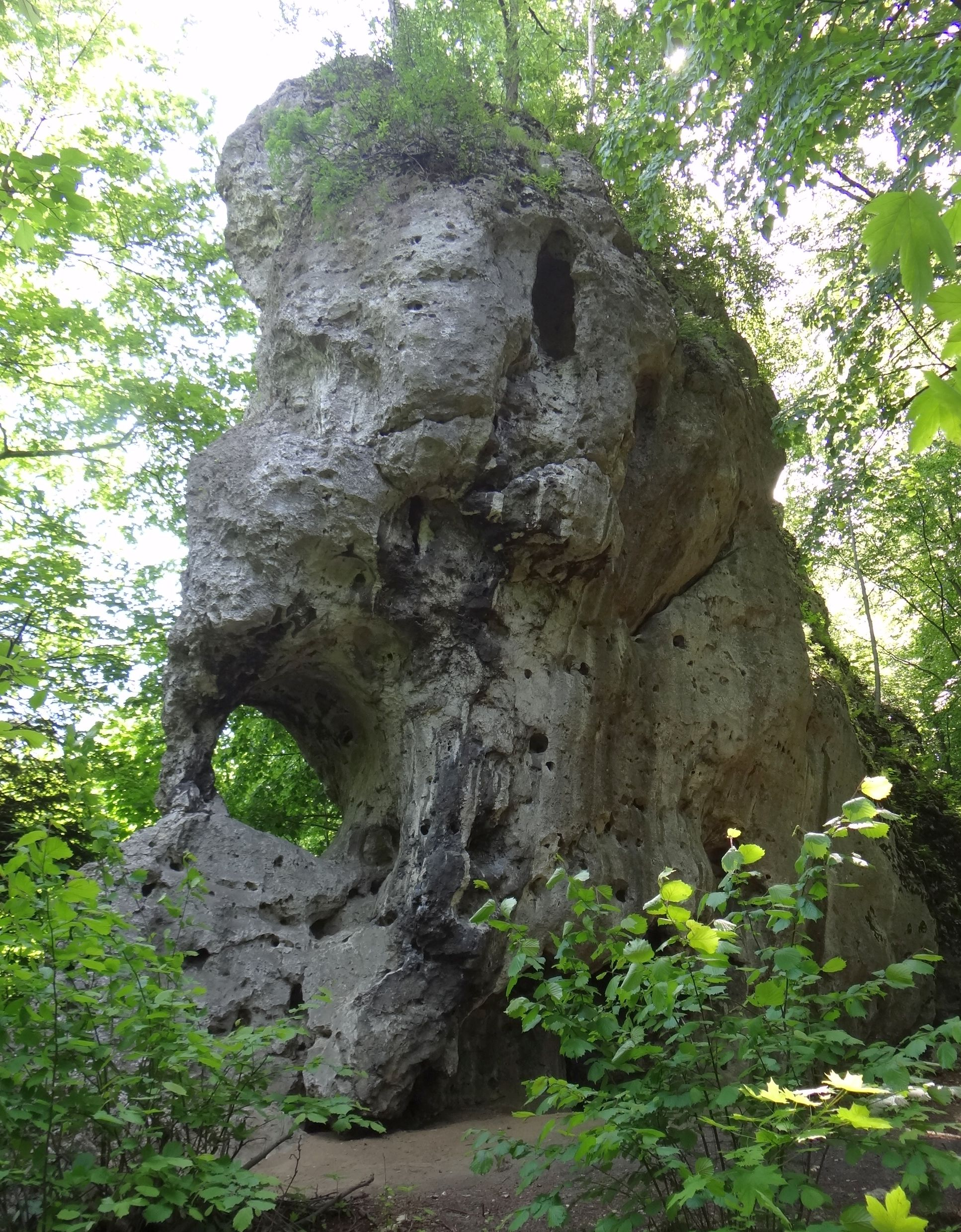
Oczko i nad nim otwór Skalnej Ambony
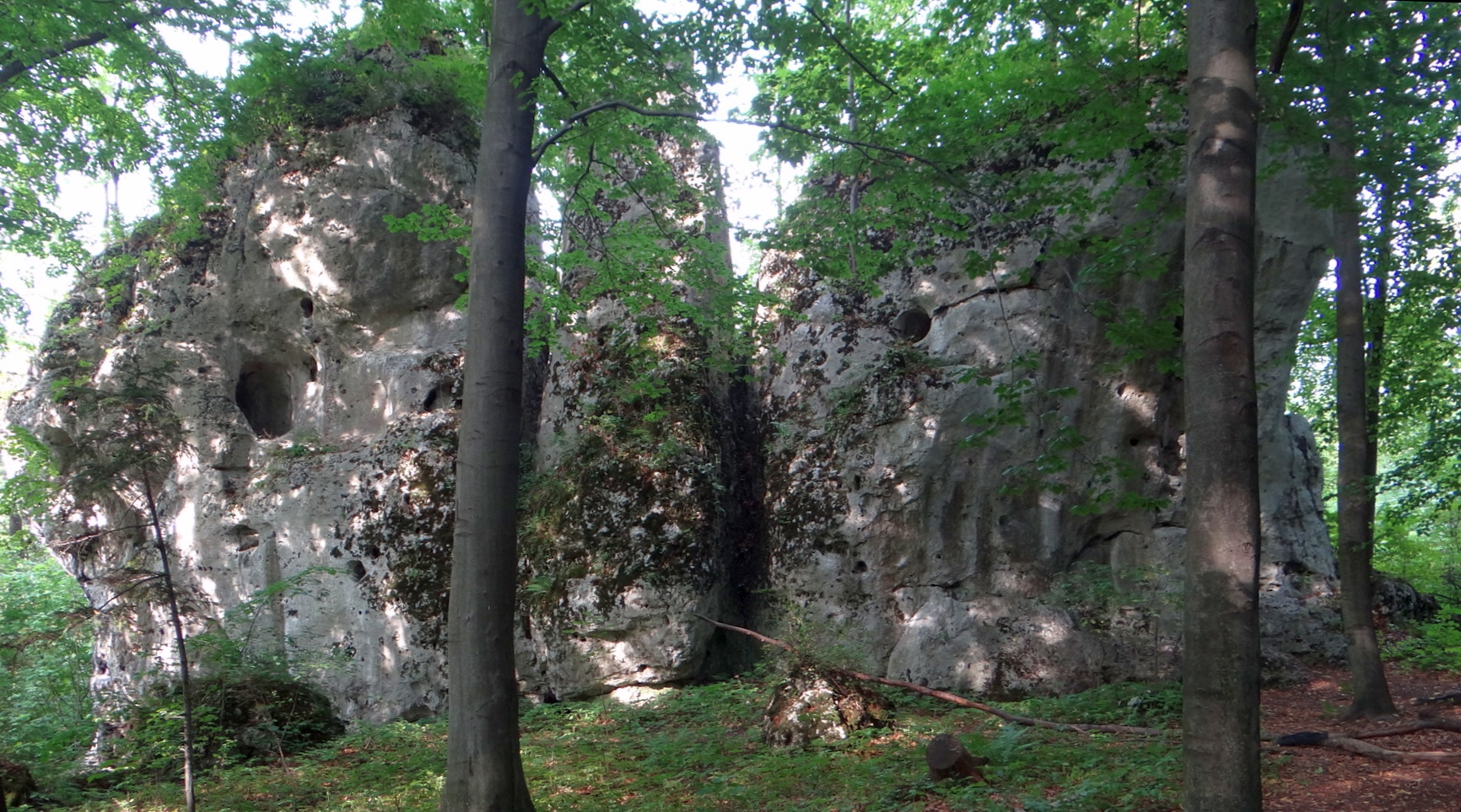
Zachodni otwór (po lewej stronie)
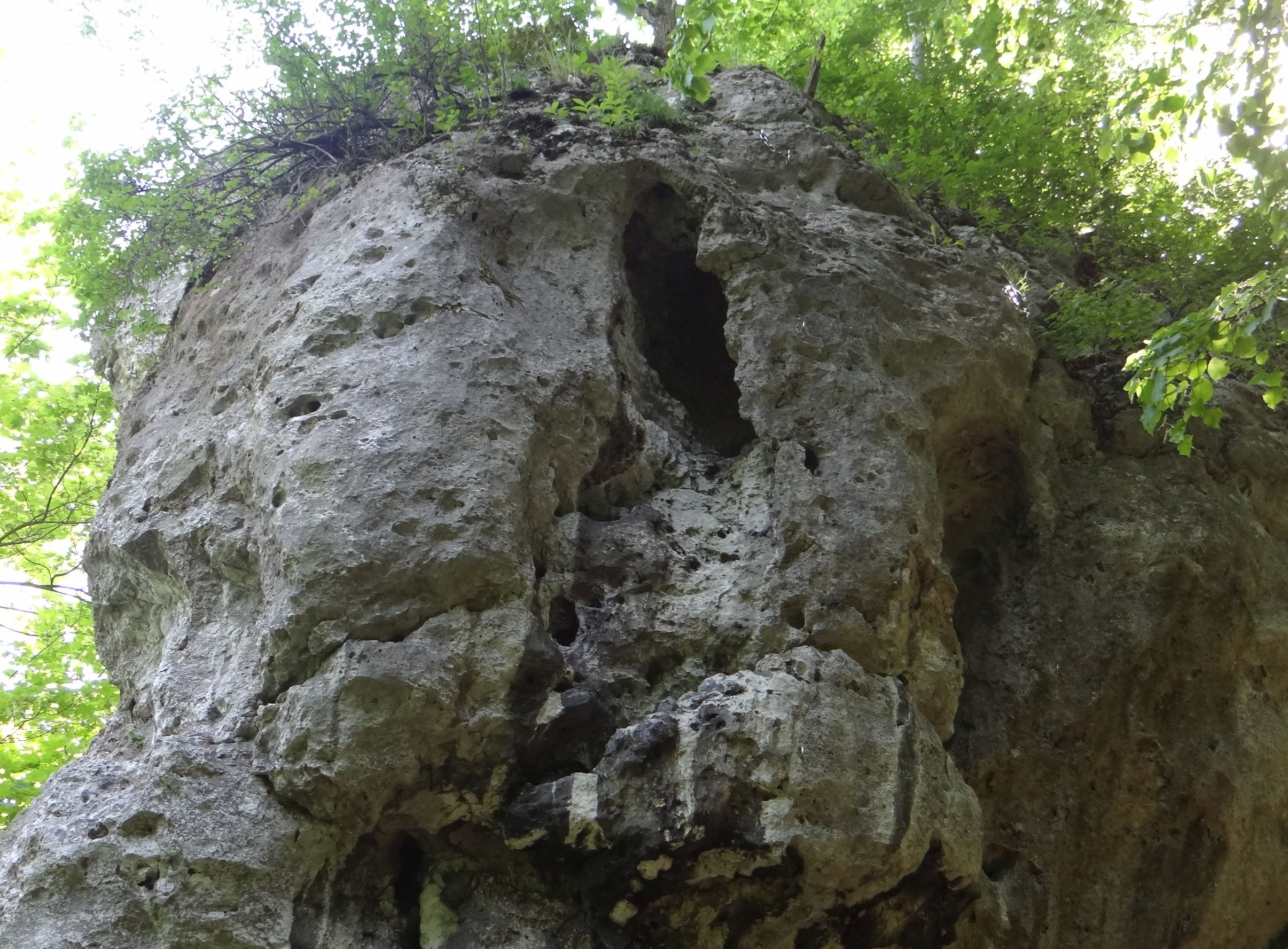
Otwór nad Oczkiem